# Sørrollnes
Sørrollnes (en same du Nord : Orjješ-Rállegeahci) est une localité du comté de Troms, en Norvège.

## Géographie
Administrativement, Sørrollnes fait partie de la kommune d'Ibestad.